# 阿比·萨金特
阿比·萨金特（英語：Abby Sargent，1977年5月25日—），澳大利亚、英国女子篮网球运动员。她曾代表英格兰代表队参加2006年英联邦运动会篮网球比赛，获得一枚铜牌。